# Список графов Комменжа
Граф Комменжа (фр. comtes de Comminges) — титул правителей французского графства Комменж.

## Список графов Комменжа

### Гасконский дом
- ?—935 : Луп Аснар (ум. 935)
- 935—940 : Аснар III (ум. 940), сын предыдущего

### Неизвестный дом
- ?—после 1075 : Бернар Эд (ум. после 1075)
- ?—? : Раймунд Бернар, сын предыдущего

### Дом де Комменж
- ?—раннее 957 : Арно I

Генеалогия графов Комменжа начиная с Арно I и его брата Роже I (происхождение которых точно не выяснено)

- ?—ок. 1011 : Роже I Старый (ум. 1000/1011), граф Каркассона, сын предыдущего
- ?—ок. 949 : Роже I (ум. ок. 949), дядя предыдущего
- ?—? : Арно II, сын предыдущего
- ?—ок. 1035 : Эд (ум. ок. 1035), сын предыдущего
- ?—ок. 1035 : Роже II (ум. ок. 1035), брат предыдущего
- ок. 1035—ок. 1070 : Арно III (ум. ок. 1070), сын предыдущего
- ок. 1070—ок. 1105 : Роже III (ум. ок. 1105)
- ок. 1105—ок. 1145 : Бернар I (уб. ок. 1145), сын предыдущего
- ок. 1145—ок. 1153 : Бернар II (ум. 865), сын предыдущего
- ок. 1153—ок. 1176: Додон де Саматан (Бернар III) (ум. ок. 1176), брат предыдущего
- ок. 1176—1225 : Бернар IV (ум. 1225)
- 1225—1241 : Бернар V (ум. 1241), сын предыдущего
- 1241—1295 : Бернар VI (1225—1295), сын предыдущего
- 1295—1312 : Бернар VII (ум. 1312), сын предыдущего
- 1312—1336 : Бернар VIII (ум. 1336), сын предыдущего
- 1336—1341 : Пьер Раймунд I (ум. 1341), сын предыдущего
- 1341—1376 : Пьер Раймунд II (ум. 1376), сын предыдущего
- 1376—1443 : Маргарита (1363—1443), дочь предыдущего
- 1443—1453 : Матьё де Фуа-Комменж (ум. 1453), супруг предыдущей

### Дом де Лескюн
- 1462—1472 : Жан де Лескюн (ум. 1472), известный как бастард д’Арманьяк

### Дом д’Эди
- 1472—ок. 1490 : Оде д'Эди (ум. ок. 1490)

### Дом де Фуа-Лотрек
- 1472—1494 : Жан де Фуа-Лотрек
- 1494—1528 : Эд де Фуа-Лотрек
- 1528—1540 : Анри де Фуа-Лотрек
- 1540—1553 : Клод де Фуа-Лотрек

### Дом де Ла Барт
- 1552—1565 : Поль де Ла Барт

### Дом де Комменж-Гито
- 1638—1670 : Гастон де Комменж-Гито
- 1670—1712 : Луи де Комменж-Гито

### Дом де Комменж-Ластронк
- 1718—1785 : Роже Джеймс де Комменж-Ластронк
- 1785—1789 : Роже Луи де Комменж-Ластронк
- 1789—1840 : Роже Аймерик де Комменж-Ластронк

### Дом де Комменж-Сен-Лари
- 1840—1894 : Элия I де Комменж-Сен-Лари
- 1894—1925 : Аймери де Комменж-Сен-Лари
- 1925—1987 : Бертран де Комменж-Сен-Лари
- 1987— : Элия II де Комменж-Сен-Лари